# Ann Makosinski
Ann Makosinski (født 3. oktober 1997) er en canadisk opfinder. Hun er kendt for at opfinde lommelygten Hollow Flashlight, som vandt Google Science Fair i 2015. I 2017 kom hun på Times og Forbes liste over 30 under 30. Makosinski anses for at være en af verdens mest lovende opfindere.

## Karriere
Makosinski har en bachelor i kunst og videnskab fra University of British Colombia og er stifter af virksomheden  Makotronic Enterprices

### Opfindelsen: eDrink
Produktet eDrink kan bruge varmen fra en varm drik til at oplade en mobiltelefon.

### Opfindelsen: Hollow Flashlight
Hollow Flashilght er lavet af et hult aluminiumsrør. Det er den første lommelygte nogensinde, som ikke drives af batterier, vind eller sol. Den giver mennesker i hele verden mulighed for lys.

## Medieoptræden
Makosinski har været med i Jimmy Fallon aftenshow to gange og deltaget i fem TEDx Talks.
Der er desuden skrevet en kort biografi-profil om Makosinski i bogen Good Night Storys for Rebel Girls af Elena Favilli.